# 陸于嘉
陸于嘉（15世紀—16世紀），字伯孚，江西南昌府豐城縣仙音巷人，明朝政治人物。

## 生平
陸于嘉是嘉靖二十五年（1546年）丙午科江西鄉試舉人，萬曆五年（1577年）授竹溪知縣，竹溪地處偏遠，士民少中舉業，他在地方修築學宮、設立講筵、嚴於課程，資助貧窮士子，不滿一年衣冠一新，又愛民如子，均差寬賦，縣民為他立去思碑，改任河南布政使司理問，布政使看重他的才能，力薦超陞，他不久去世。

## 引用
1. 1 2  同治《豐城縣志·卷十三·人物志三》：陸于嘉，字伯孚，仙音巷人，嘉靖鄉薦，授竹溪知縣，竹溪僻遠，士鮮明經，嘉修學宮、設講筵、嚴程課，士有不給輒助之，踰年衣冠一新，拊循小民若家人婦子，均差寬賦，民立去思碑，轉河南布政司理問，方伯莊重其才，力薦超擢，旋卒。
2. ↑  同治《豐城縣志·卷八·選舉》：嘉靖二十五年丙午鄉試 解元易宏器……陸于嘉 仙音巷人，竹溪知縣，有傳